# Tariona mutica
Tariona mutica är en spindelart som beskrevs av Simon 1903. Tariona mutica ingår i släktet Tariona och familjen hoppspindlar. Inga underarter finns listade i Catalogue of Life.